# 1971年香港市政局選舉
1971年香港市政局選舉於1971年3月3日舉行，由合資格選民(具有陪審員資格者)投票選出5位民選議員，任期四年，這一屆是市政局改制前最後一屆議員改選，為1971年4月1日至1975年3月31日。本屆選舉一共有十人參選。
本次選舉為1967年香港市政局選舉之換屆選舉，替補1967年選舉選出的五名四年任期議員之定期選舉。本次選舉共設有十個投票站：香港大會堂、尖沙咀碼頭候船室、北角官立小學、伊利沙伯中學、巴富街官立小學、英皇書院、觀塘官立小學、軒尼詩道官立小學、九龍工業學校及新蒲崗官立小學，本屆投票人數為10,047人。本屆選舉有十名候選人，其中香港革新會提名黃博度及九龍樂善堂常務總理楊勵賢參選，而香港公民協會則提名連任兩屆的張有興及冼祖昭、鄒偉雄、李啟勳參選，另外獨立參選的包括爭取連任的葉錫恩、馬超常、黃夢花醫生，另外後來在1986年出任香港民主民生協進會首任主席的馬來西亞華僑陳立僑醫生，也獨立參選。值得一提的是，葉錫恩得票超過七千，佔總票數的三分之一，而據當時報載，不少本身不具投票權的市民，均自發為葉錫恩拉票。

## 選舉結果
| 候選人 | 所得票數 |
| ------ | -------- |
| 葉錫恩 | 7,578    |
| 張有興 | 5,790    |
| 黃夢花 | 5,550    |
| 冼祖昭 | 3,898    |
| 楊勵賢 | 3,534    |
| 馬超常 | 3,395    |
| 黃博度 | 2,605    |
| 陳立僑 | 2,182    |
| 鄒偉雄 | 1,693    |
| 李啟勳 | 1,635    |

## 資料來源
- 華僑日報第四版，1971年3月4日
- 劉潤和(2010)，《香港市議會史1883-1999》，康樂及文化事務署出版（香港）。